# Vong (Sprache)
Vong ist ein in den 2010er Jahren als Internetphänomen entstandener Netzjargon, der auf den österreichischen Rapper Money Boy zurückgeht. Nach der Wahl des Ausdrucks „I bims“ zum Jugendwort des Jahres 2017 ging er in den Sprachgebrauch bestimmter Gruppen in Sozialen Medien ein. Die Bezeichnung „Vong“ geht auf die für den Jargon charakteristische nachgestellte Präpositionalphrase „vong … her“ zurück (als adverbiale Bestimmung entsprechend dem umgangssprachlichen „von … her“ wie in „von der Logik her“).

## Charakteristiken
Vong zeichnet sich durch Anglizismen, Malapropismen, eine veränderte Grammatik und absichtlich positionierte Rechtschreib- und Tippfehler, Fehler in der Groß- und Kleinschreibung, Austausch von ähnlich oder gleich klingenden Buchstaben(folgen) und Zahlen wie zum Beispiel eu und äu, w und v, tz und ts sowie Fehler der Interpunktion, zum Beispiel Plenks, doppelte Leerzeichen und Leerzeichen in Komposita aus. Trotz starker Abweichung von der Standardsprache werden die Regeln dabei meistens konsequent befolgt. Im Gegensatz zum älteren Netzjargon Leetspeak werden Zahlzeichen nicht statt ähnlich aussehender Buchstaben verwendet, sondern nur, um ähnlich wie die zugehörigen Zahlwörter klingende Wortbestandteile zu ersetzen (etwa ,H1‘ statt ,Heinz‘).
Es treten häufig weit verbreitete Redewendungen auf, die so verändert werden, dass sie ihren ursprünglichen Sinn verlieren oder in dessen Gegenteil kehren. Bekannte Ausdrücke der Vong-Sprache sind die Grußformel „Halo, I bims!“ („Hallo, ich bin’s!“), der Erstaunen oder Ungläubigkeit ausdrückende Satz „Was ist das für 1 life?“ und die nachgestellte Präpositionalphrase „vong … her“ (als adverbiale Bestimmung entsprechend dem umgangssprachlichen „von … her“ wie in „von der Logik her“). Letztere prägte den Namen des Phänomens.

## Geschichte

### Entstehung
Geprägt wurde die Vong-Sprache durch die Facebook-Seite Nachdenkliche Sprüche mit Bilder, die 2015 von einem Account namens Willy Nachdenklich angelegt wurde. Als wesentliche Inspiration nennt der Betreiber, Sebastian Zawrel, die Beiträge des österreichischen Rappers Money Boy in den sozialen Netzwerken. Im Juli 2017 veröffentlichte der Autor H1 (Vong-Format von Heinz) sein VONG Wörterbuch als humoristisches E-Book. Im August 2017 brachte Shahak Shapira die in Vong verfasste Bibel-Parodie Holyge Bimbel heraus, die Rang sieben der Spiegel-Bestsellerliste erreichte.
Nach einer YouGov-Studie vom Oktober 2017 hatten 48 Prozent der Befragten unter 25 Jahren die Vong-Sprache selbst benutzt. In dieser Altersgruppe kannten 81 Prozent die Jargonform. Insgesamt hatten 51 Prozent der Deutschen diesen Jargon wahrgenommen. 59 Prozent der Befragten, die diese Sprachvarietät kennen, gaben an, dass ihnen deren Verwendung auf die Nerven gehe. Am 17. November wählte eine Jury im Auftrag des Langenscheidt Verlages den Ausdruck „I bims“ zum Jugendwort des Jahres 2017. Auch in Österreich wurde 2017 der Satz „Hallo, I bims!“ zum Jugendwort des Jahres gewählt. Die Jury erklärte, er stehe stellvertretend für die anderen Phänomene dieses Sprachstils.
Auf Basis von Vong werden unter anderem Bücher oder bedruckte Kleidungsstücke produziert und verkauft. Eine deutsche Werbeagentur sicherte sich 2017 die Markenrechte der Ausdrücke „I bims“ und „vong“, um damit unter anderem Tassen und T-Shirts zu vermarkten. 2018 wurde die Marke auf Antrag Dritter wieder gelöscht. In der Ballermann-Kultur wurde Vong z. B. im „Helmut“-Meme verwendet.

### Verwendung nach 2017

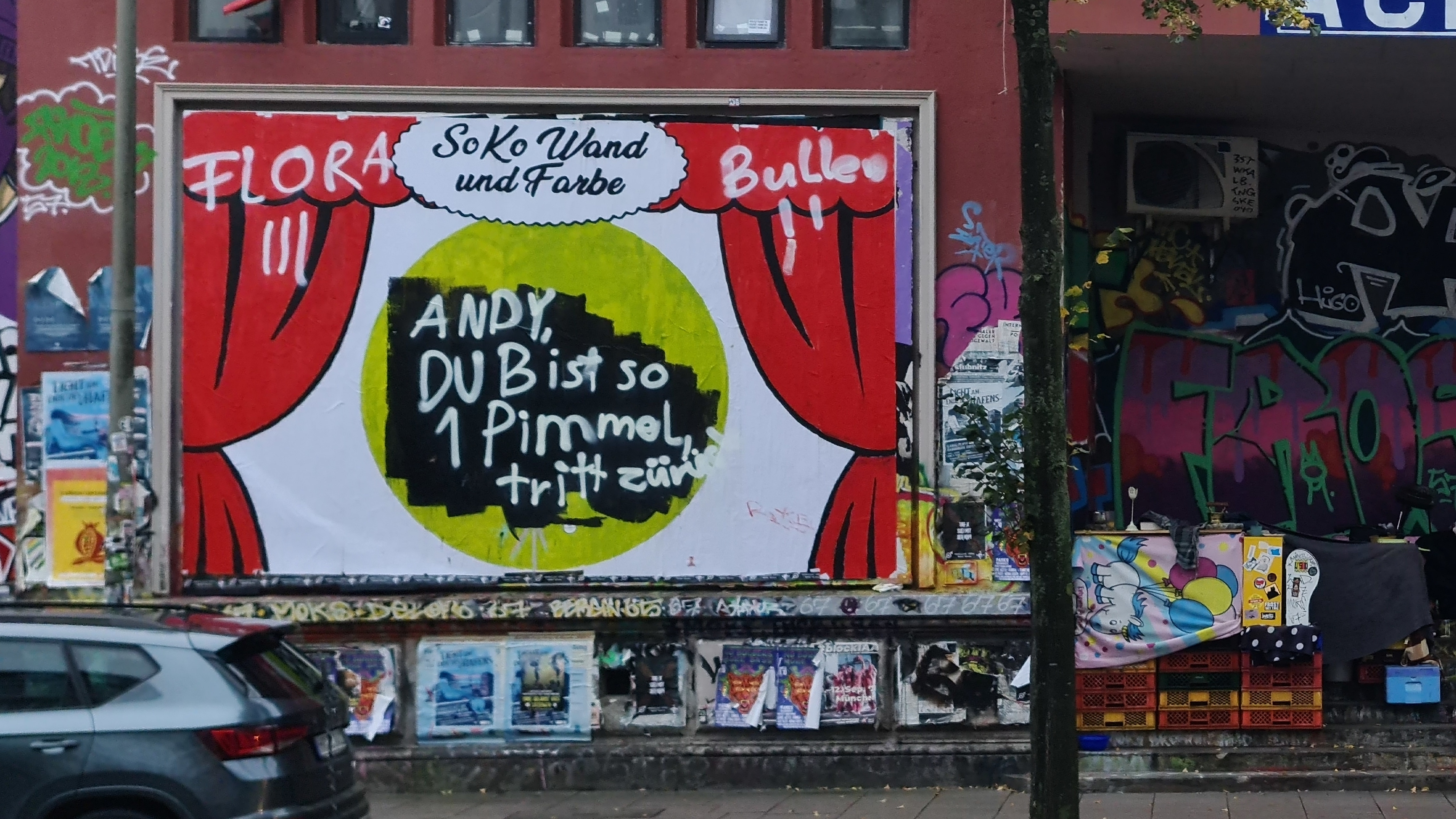
Tweet-Zitat als Graffito: „Andy, du bist so 1 Pimmel“ an der Roten Flora in Hamburg (2021): Verwendung der Zahl 1 statt des unbestimmten Artikels ,ein‘

Laut Matthias Heine handelt es sich bei Vong um eine kurzlebige Internet-Sprache, die zwischen 2015 und 2017 populär war. Da sie außerhalb des Internets keine Verwendung fand, etablierte sie sich nicht als Jugendsprache.
Seit Ende der 2010er Jahre ist der Stil insbesondere auf Twitter verbreitet. Hier werden nur noch einzelne Elemente von Vong genutzt, wie etwa das Ersetzen des unbestimmten Artikels durch die Zahl 1, Plenks oder die bewusst nachlässige Verwendung von Grammatik. Der Stil wird dabei auch von Sprechern verwendet, die die Schriftsprache sehr gut beherrschen, etwa von Journalisten, die für etablierte Medien wie den Spiegel (Margarete Stokowski) oder die Zeit (Lars Weisbrod) schreiben. Weisbrod bezeichnete den Sprachstil im Zeit-Podcast Die sogenannte Gegenwart 2021 als Bezug auf eine „gesprochene Schriftsprache“, die häufig in Kommentaren auf Facebook und YouTube zu lesen sei. Als Beispiel führt er falsche Schreibweisen des Kommentars „Danke, Merkel“ an, die ab 2016 unter anderem von einer Satire-Seite auf Facebook parodiert wurden. Die Schreibweise werde bei Twitter als „semi-ironischer Gestus“ aufgegriffen. Große Aufmerksamkeit erlangte im September 2021 ein Tweet eines Users an den Hamburger Innensenator Andy Grote, der den unbestimmten Artikel durch die Zahl 1 ersetzte – „Du bist so 1 Pimmel“ – woraufhin Polizisten auf Anordnung des Amtsgerichts Hamburg rechtswidrig in seine Wohnung eindrangen.

## Kritik
Peter Wittkamp bezeichnete die absichtliche Falschschreibung als „sozialen Chauvinismus“, der sich über Menschen erhebe, die man „ein bisschen simpler“ finde als sich selbst. Linus Volkmann wandte 2015 in einem Artikel bei Vice ein, es greife zu kurz, „sich hier nur vor einer vermeintlich klassenfeindlichen Motivation ekeln zu wollen. Denn Sprache zu beugen, ja, zu verhunzen, stellt immer ein zu verteidigendes Privileg von Jugend und Subkulturen dar.“ Das „Spiel mit Fehlern und Sonnenuntergängen“ setze eine von Money Boy begonnene Bewegung fort und stelle „keinen singulären Anfall von Klassismus dar“.

### Forschung
- Nina Wieneritsch: Sprache als Medium der Konstruktion / Inszenierung von Gangsta-Rap(-Identität) im deutschsprachigen Raum. Unter Fokussierung des Beispiels Money Boy (Sebastian Meisinger). Diplomarbeit, Universität Wien, 2019, PDF

### Bücher in Vong
- Willy Nachdenklich: 1 gutes Buch vong Humor her: 18 Kunstgeschichten, Hamburg: Eden Books, 2017, ISBN 978-3-95910-140-0
- Willy Nachdenklich: Shakespeare oder Willy, das ist hier 1 Frage: 1 litterarisches Feuerwerk in 24 Akten, Hamburg: Eden Books, 2018, ISBN 978-3-95910-192-9
- H1: VONG – Vongsches Wörterbuch: Das kl1ne Nachlagewerk, LOL !
- H1: VONG: Was ist das für 1 Sprache?
- Roflgang vong Goethe: Hallo i bims der Faust.
- Shahak Shapira: Holyge Bimbel – Storys vong Gott u s1 Crew.[1]